# Kacper Klich
Kacper Klich (ur. 12 listopada 1994 w Chorzowie) – polski pływak specjalizujący się w stylu dowolnym, rekordzista Polski Seniorów w sztafecie 4 x 200m stylem dowolnym, wielokrotny medalista mistrzostw Polski.

## Kariera pływacka
W 2015 roku na mistrzostwach świata w Kazaniu płynął w sztafecie 4 × 200 m stylem dowolnym, która w eliminacjach ustanowiła rekord Polski (7:10,20). W finale Polacy zajęli ósme miejsce.
Kilka miesięcy później, Klich zdobył brązowy medal na dystansie 400 m stylem dowolnym podczas światowych wojskowych igrzysk sportowych w Mungyeong.
Na mistrzostwach Europy w Londynie uczestniczył w wyścigu sztafet kraulowych 4 × 200 m, w którym reprezentacja Polski czasem 7:08,31 poprawiła o prawie dwie sekundy rekord kraju i zajęła czwarte miejsce, tracąc do brązowych medalistów zaledwie 0,01 s.
Podczas igrzysk olimpijskich w Rio de Janeiro w 2016 roku brał udział w tej samej konkurencji. Polacy początkowo uzyskali czas 7:11,11 i uplasowali się na dziesiątej pozycji, ale zostali później zdyskwalifikowani ze względu na niewystawienie przez trenerów Pawła Wernera, który do igrzysk został zgłoszony wyłącznie do udziału w sztafecie.